# デュースブルク

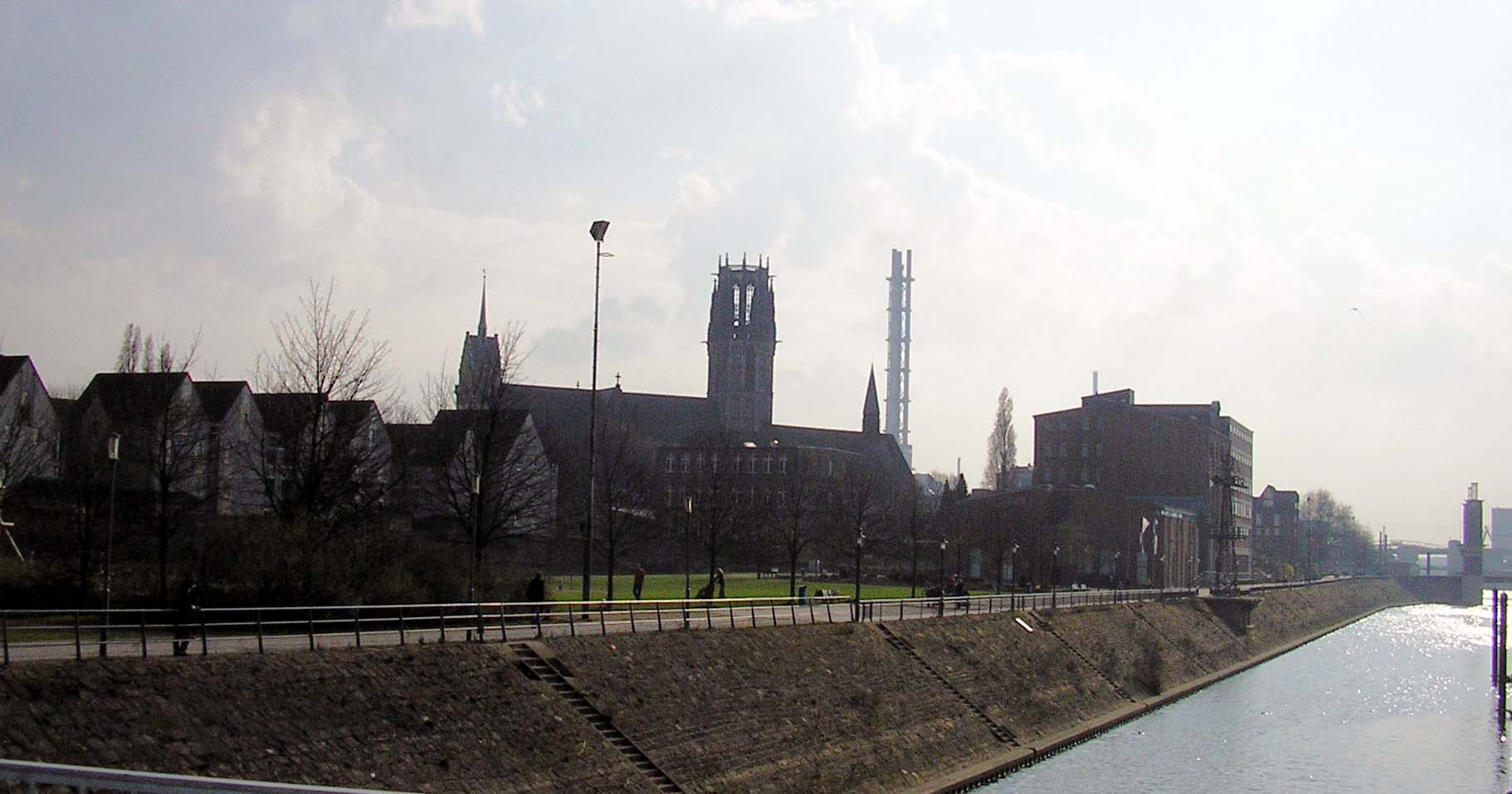
街の風景で、から市役所を望む。左側に見える住宅の手前には、市の旧城壁がある。

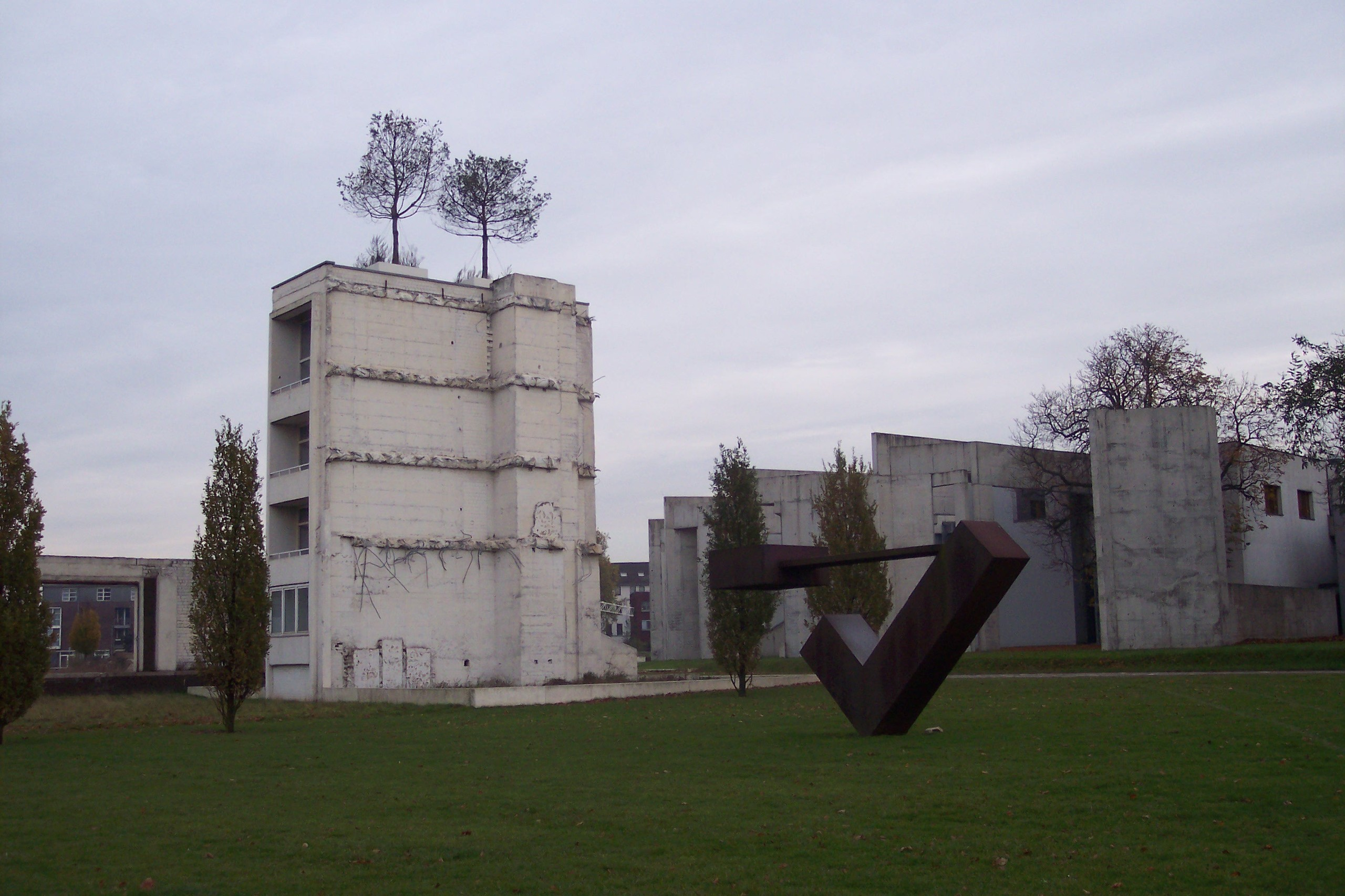
同じくイネンハーフェン沿いにある野外彫刻の作品「記憶の庭」。以前あった建物の廃墟を生かしている

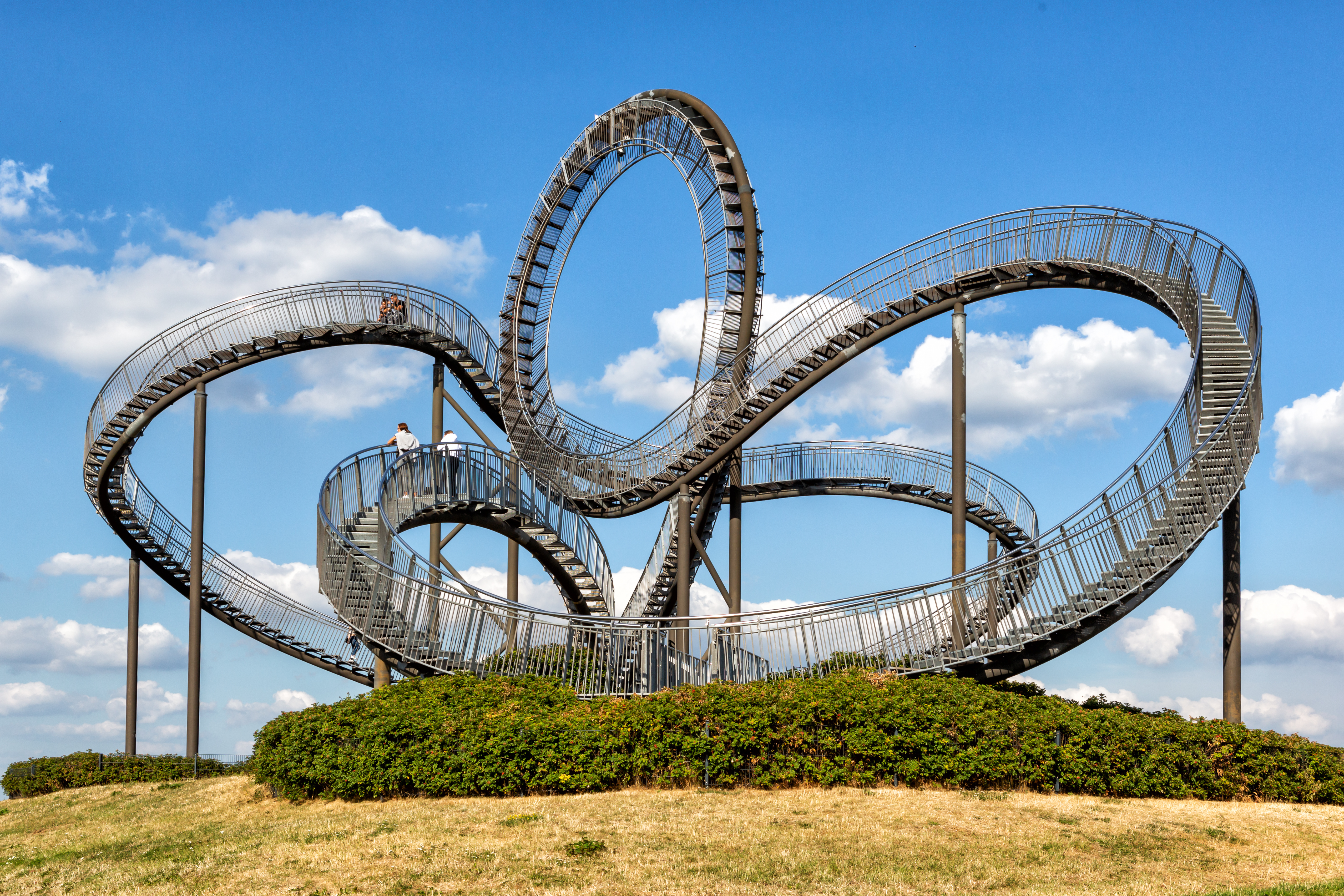
タイガー・アンド・タートルを北方向から眺める。

デュースブルク（Duisburg, ドイツ語発音: [ˈdyːsbʊrk] ( 音声ファイル), デュースブルク方言：[ˈdyːsbʊə̯ç], [ˈdʏːsbʊʀə̆ɕ]）は、ドイツ連邦共和国の都市。ノルトライン＝ヴェストファーレン州に属し、世界有数の河港を持つ。人口は約50万人。

## 日本語表記
ラインラント周辺では独特の綴りをもつ固有名詞があり、この都市名もその1つである。事典、辞書ではドイツ語の標準（規範）発音 [ˈdyːsbʊrk] をカタカナ転写したデュースブルクがもっぱら採用されている。一方でデュイスブルクと表記されることもあり、この他にも様々な表記がある。

## 地勢・産業
ライン川とルール川の合流地点に位置する工業都市。世界でも有数、ドイツ国内では最大の河港を有する。南は州都デュッセルドルフに、東はミュルハイムに、西はメールスに接する。その他の近隣都市として、約20キロ東にエッセン、25キロ東にゲルゼンキルヒェン、20キロ南西にクレーフェルトが位置する。約30キロ北西には、古代ローマの植民市を起源とするクサンテンが位置する。

## 歴史
ライン川とルール川の合流点という重要性に注目した古代ローマ帝国の集落が起源で、1世紀の遺跡が発見されている。その後、交易の場として発展し、1290年には帝国自由都市となり、15世紀初めにはハンザ同盟に参加した。しかし、17世紀後半にはブランデンブルク＝プロイセンに支配されることとなり、帝国自由都市を称することも禁止された。
ここに大学設置を計画したユーリヒ＝クレーヴェ＝ベルク公ヴィルヘルム5世は、メルカトルを招いた。しかし、皇帝とローマ教皇による大学設置の許可がなかなか与えられないため、メルカトルは、1559年に設立された専門学校で教鞭をとっている。ヴィルヘルム5世が没した後の1655年にようやく大学が設置され、神学、法学、医学、哲学を擁し、デュースブルクは大学都市として発展した。しかし、1818年にプロイセンのフリードリヒ・ヴィルヘルム3世によって廃止され、大学図書館蔵書の大部分は、同年にボンに新設されたボン大学へ移された。現在デュースブルクにある大学は、その後の1891年に設立されたもので、2003年にエッセン大学と合併されてデュースブルク＝エッセン大学となった。
19世紀以降は、産業革命が進展する中で、ライン川とルール川が交わり、石炭資源がある利点を生かし、工業都市として成長した。第二次世界大戦で荒廃したが、戦後復興を果たした。1975年、周辺の地域を合併して現在のデュースブルクが形成された。1980年代に石炭産業と鉄鋼産業の衰退で失業者が増えて「ドイツのラストベルト」と呼ばれたが、2010年代からは渝新欧鉄道が開通して欧州最大の内陸港として注目した中国の一帯一路構想により雇用が生み出されて活況を呈した。

## 文化
メルカトル図法で知られるゲラルドゥス・メルカトルがデュースブルクで没した。聖ザルヴァトール教会に埋葬されている。
- 1877年に設立されたデュースブルク・フィルは、ブルックナーの交響曲第9番のドイツ初演を行ったことでも有名。1930年代にはオイゲン・ヨッフムが音楽監督であった。

### 芸術
- 「記憶の庭」 - 「大地の芸術」とも呼ばれる作品で有名な彫刻家ダニ・カラヴァンによる。インナーハーバー（イネンハーフェン、内港）沿いの緑地に、廃墟となった建物を生かして設置されている。
- タイガー・アンド・タートル（英語版） - 市南部のライン川が見える産業廃棄物の丘に設置された、「速いと遅い」というコントラスをモチーフに制作されたオブジェ。タイガーは速く、タートルは遅い。速いジェットコースターのように見えながら、実際に訪問してみると階段を一段ずつゆっくり昇らねばならないインスタレーション[14][15]。

## スポーツ
- MSVデュースブルク - 当地を本拠地とするサッカークラブチーム。
- FCR2001デュースブルク - 女子サッカークラブチーム、なでしこジャパンの安藤梢選手が一時在籍していた。
- フュクセ・デュースブルク（ドイツ語版） - ドイツアイスホッケー3部リーグに所属しているアイスホッケークラブチーム。

## 交通
- デュースブルク中央駅

## デュースブルク出身の著名人
- ユルゲン・ヒングゼン － 陸上競技選手
- ベルント・アルデンホフ - テノール歌手

## 友好都市
- ポーツマス（イギリス）1950年
- カレー（フランス）1964年
- ロメ（トーゴ）1973年
- 武漢（中国）1982年
- ビリニュス（リトアニア）1985年
- ガズィアンテプ（トルコ）2005年
- ペルミ（ロシア）2007年
- サン・ペドロ・スーラ（ホンジュラス）2008年
- フォートローダーデール（アメリカ合衆国）2011年